# انتقام‌جویان (فیلم ۲۰۱۲)
انتقام‌جویان ماروِل (انگلیسی: Marvel's The Avengers؛ طبقه‌بندی‌شده به‌نام گردهمایی انتقام‌جویان مارول در بریتانیا و ایرلند) یک فیلم آمریکایی در ژانر ابرقهرمانی است که در سال ۲۰۱۲ منتشر شد. این فیلم بر پایهٔ تیم ابرقهرمان به همین نام از مارول کامیکس ساخته شده‌است. ساخت این فیلم بر عهدهٔ مارول استودیوز بوده و به وسیلهٔ استودیو سینمایی والت دیزنی توزیع شده‌است. این ششمین فیلم در دنیای سینمایی مارول است. جاس ویدون نویسندگی و کارگردانی فیلم را بر عهده داشته و با حضور گروه بازیگران متشکل از رابرت داونی جونیور، کریس ایوانز، مارک رافلو، کریس همسورث، اسکارلت جوهانسون و جرمی رنر در نقش انتقام‌جویان، در کنار سایر بازیگران تام هیدلستون، کلارک گرگ، کوبی اسمالدرز، استلان اسکاشگورد، و ساموئل ال. جکسون ساخته شد. در این فیلم نیک فیوری و آژانس جاسوسی شیلد، تونی استارک، استیو راجرز، بروس بنر و ثور را استخدام می‌کنند تا تیمی تشکیل دهند که بتواند جلوی برادر ثور، لوکی را از مطیع کردن زمین بگیرند.
توسعهٔ فیلم از زمانی آغاز شد که مارول استودیوز در آوریل ۲۰۰۵ از مریل لینچ وامی دریافت کرد. در پی موفقیت مرد آهنی در مه ۲۰۰۸، مارول اعلام کرد که انتقام‌جویان در ژوئیه ۲۰۱۱ اکران می‌شود و تونی استارک (داونی)، استیو راجرز (ایوانز)، بروس بنر (رافلو) و ثور (همسورث) از فیلم‌های پیشین مارول را گرد هم خواهد آورد. با امضای قرارداد جوهانسون در نقش ناتاشا رومانوف در مارس ۲۰۰۹، این فیلم برای انتشار در سال ۲۰۱۲ به تعویق انداخته شد. ویدون در آوریل ۲۰۱۰ برای کارگردانی فیلم انتخاب شد و فیلم‌نامهٔ اصلی را زک پن نوشت. ساخت فیلم از آوریل ۲۰۱۱ در البوکرکی، نیومکزیکو آغاز شد و سپس در کلیولند، اوهایو و شهر نیویورک ادامه یافت. این فیلم بیش از ۲٬۲۰۰ تصویر به‌صورت جلوهٔ ویژه دارد.
در ۱۱ آوریل ۲۰۱۲، نمایش افتتاحیهٔ انتقام‌جویان در لس آنجلس برگزار شد و در ۴ مه به‌عنوان آخرین فیلم از فاز نخست دنیای سینمایی مارول در ایالات متحده منتشر شد. این فیلم برای کارگردانی و فیلم‌نامهٔ ویدون، جلوه‌های بصری، سکانس‌های اکشن، عملکرد بازیگران و موسیقی متن مورد تحسین قرار گرفت و جایزه‌ها و نامزدهای گوناگونی کسب کرد؛ از جمله نامزدی دریافت جایزهٔ اسکار و بفتا برای موفقیت در جلوه‌های بصری. این فیلم بیش از ۱٫۵ میلیارد دلار در سراسر جهان فروش داشته‌است و رکوردهای متعددی را در گیشه ثبت کرد. انتقام‌جویان در نهایت به سومین فیلم پرفروش تاریخ و پرفروش‌ترین فیلم ۲۰۱۲ تبدیل شد. این فیلم نخستین پروژهٔ مارول بود که یک میلیارد دلار بلیط فروخته‌است. در سال ۲۰۱۷، انتقام‌جویان به عنوان یکی از ۱۰۰ فیلم برتر تاریخ در نظرسنجی مجلهٔ امپایر انتخاب شد. سه دنباله برای این فیلم منتشر شده‌است: انتقام‌جویان: عصر اولتران (۲۰۱۵)، انتقام‌جویان: جنگ ابدیت (۲۰۱۸) و انتقام‌جویان: پایان بازی (۲۰۱۹).

## بازیگران
- رابرت داونی جونیور در نقش تونی استارک/مرد آهنی:

کسی که خود را نابغه، میلیاردر، دخترباز و نیکوکار می‌داند و زره‌ای مکانیکی برای خود اختراع کرده‌است. داونی در این فیلم به عنوان یکی از چهار فیلم قرار داد بسته با شرکت مارول بازی کرد. داونی تعریف می‌کند که به ویدون اصرار داشت تا او را رهبر تیم بکند: «خب، من بهش [ویدون] گفتم، لازمه تا من در شروع این فیلم باشم. نمی دونم شما چی فکر می‌کنید ولی لازمه که تونی هدایت رو بر عهده داشته باشه. اونم گفت، باشه بذار امتحان کنیم. امتحان کردیم ولی فایده نداشت، چون موضوع و داستان و کلاً همه چیز عوض می‌شد. اونجوری بقیه در نقش دست‌های یک اختاپوس بودند.» داونی در مورد تکامل این شخصیت نسبت به فیلم مرد آهنی ۲ گفت: «در مرد آهنی، که داستانی اصیل داشت، ظهور و رستگاری مخصوص به خودش را داشت. مرد آهنی ۲ هم دربارهٔ حفاظت از میراث و جا برای دیگران بود… در انتقام جویان، همکاری با بقیه را یادمی‌گیرد.»
- کریس ایوانز در نقش استیو راجرز/کاپیتان آمریکا:

یک کهنه سرباز جنگ جهانی دوم که به کمک دارویی آزمایشگاهی به یک فوق انسان تبدیل شد. ایوانز قرارداد بازی در سه فیلم از جمله انتقام جویان را با مارول امضا کرد. او می‌گوید استیو راجرز در انتقام جویان بسیار تاریک تر بوده: «این فیلم در مورد اینه که او خودش رو با دنیای مدرن وقف بده. فکرش را بکنید، همین کافیه که این واقعیت رو قبول کنید که زمان عوض شده، تازه همهٔ کسانی که می‌شناختید مردن. اون تنهاست. سعی می کنه که با واقعیت کنار بیاد که خیلی سخته.» هم چنین در مورد رابطهٔ ایونز و استارک گفت: «مطمئناً یک دوگانگی -یه جورایی اصطکاک بین من و استارک هست، اون‌ها دو قطب مخالف هستند. یکی پر زرق و برق و روان و دیگری کسی که همیشه توی سایه‌است و یک جورایی ساکت. حالا این دو باید با هم کنار بیان. منفجر میشن و این خیلی جالبه!»
- مارک رافالو در نقش دکتر بروس بنر/هالک:

دانشمندی نابغه که به خاطر قرار گرفتن در برابر پرتو گاما زمانی که خشمگین یا مضطرب می‌شود، تبدیل به هیولایی سبز رنگ می‌شود. رافالو زمانی برای این نقش انتخاب شد که مذاکرات مارول و ادوارد نورتون شکست خورد. رافالو دربارهٔ جانشین شدنش برای نورتون گفت: «من از دوستان ادوارد هستم، و آره، برای هیچ‌کس این کار راحت نبود. اما از طرفی که من می‌بینم، ادوارد این کار رو برای من به ارث گذاشته. این موضوع در سطح هملت نسل ماست.» او همچنین در مورد شخصیتش در این فیلم گفت: «او در حال مبارزه با دو سوی خودش است -سمتی روشن و سمتی تاریک- و هر کاری که در زندگی خود انجام می‌دهد، فیلتر کردن زندگیش به خاطر کنترل کردن اعصابش است. من با سریال‌های بیل بیکسی بزرگ شدم که فکر می‌کنم آدمی واقعی برای هالک بود. دوست دارم قسمت‌هایی از کارم مثل او باشد.» در مورد جایگاه هالک در تیم انتقام جویان، رافالو گفت: «او مثل بازیکنی است که همه می‌خواهند در تیم آنها بازی کند. البته یک بمب ساعتی هم هست. مثل افتادن بک نارنجک بین چند نفر و امید به خیر گذشتن خطر!!» این اولین فیلمی است که خود بازیگر بنر، نقش هالک را نیز بازی می‌کند. رافالو در مصاحبه‌ای با مجلهٔ نیویورک گفت: «من واقعاً هیجان زده‌ام. هیچ‌کس تا به حال دقیقاً هالک را بازی نکرده‌است: همیشه او را به کمک تکنولوژی سی جی آی ساخته بودند. جالب خواهد بود.» برای ساخت مدل سه بعدی بدن هالک از استیو رام، بدنساز اهل لانگ‌آیلند و برای صورت از رافالو استفاده شد. برای تولید صدای هالک، صدای رافالو، لو فریگنو و چند نفر دیگر استفاده شد؛ البته تنها جمله‌ای که هالک به زبان آورد ("خدای ضعیف") را رافالو به تنهایی اجرا کرد.
- کریس همسورف در نقش ثور:

ولیعهد آسگارد، خدایی بر پایهٔ اساطیر اسکاندیناوی به همین نام. بازی همسورف در این فیلم جزئی از قرار داد چندگانهٔ او بود. او پیش از این در فیلم کلبه‌ای در جنگل با جاس ویدون همکاری کرده بود. او برای ساخت بدن خود برای نقش ثور رژیم روزانهٔ جدید شامل سینهٔ مرغ، ماهی، استیک و تخم مرغ برای خود در نظر گرفت. در مورد این رژیم گفته بود: «الآن دیگه تمام وزنم رو پروتئین تشکیل می ده!» همسورف درمورد انگیزهٔ ثور می‌گوید: «بیشتر شخصی است، اینجا برادرش است که خرابکاری می‌کند ولی در جاهای دیگر، آدم‌های بد هستند که باید از بین بروند. یه احساس متفاوتی برای من یا ثور است. تمام تلاش او به منظور انجام کار خوب در برابر برادر کوچکش است… من قبلاً با برادرم یا خانواده‌ام دعوا کرده‌ام اما همیشه من بودم که حق داشت عصبانی شود.»
- اسکارلت جوهانسون در نقش ناتاشا رومانوف/بیوه سیاه:

یک جاسوس تعلیم دیدهٔ شیلد. جوهانسون دربارهٔ شخصیت رومانوف و ارتباطش با شاهین چشم می‌گوید: «این شخصیت‌ها داستانی طولانی دارند. از خیلی وقت پیش با هم در نبردهای زیادی شرکت کرده بودند. ما دو نفر از گروه انتقام جویان هستیم که توانایی‌های جنگجویانه-و نه ابرقهرمانه- دارند. البته بیوه سیاه به‌طور حتم یکی از اعضای گروه‌است. او تنها به خاطر اشوه گری یا ظرافت زنانه‌اش در گروه حضور ندارد، به همین خاطر من خودم را تنها دختر نمی‌بینم. ما همه یک سری توانایی داریم و احساس برابری می‌کنیم.» او همچنین در مورد تمریناتش گفت: «هر چند در مرد آهنی ۲ هم قسمتی از کارم بدنی بود، ولی تا به حال چنین کاری نکرده بودم. من برای انتقام جویان چندین ماه را با گروه بدلکاری تمرین کردم و با تمام بازیگران مبارزه کردم، واقعاً سخت بود. تمام مدت کاری به جز دعوا نمی‌کردم.»
- جرمی رنر در نقش کلینت بارتون/شاهین چشم:

یک مأمور شیلد و یک تیرانداز ماهر و شناخته شده با عنوان «بهترین کماندار دنیا» در کتاب‌های کامیک. رنر ادعا می‌کند این نقش، بسیار بدنی بوده و او مجبور بود تا جایی که امکان دارد برای آماده‌سازی خود، تمرین تیراندازی کند. او دربارهٔ نقشش می‌گوید: «وقتی مرد آهنی را دیدم، به نظرم کاری واقعاً خوب دربارهٔ ابرقهرمان‌ها بود. بعد به من دربارهٔ شاهین چشم گفتند، و من از این که او واقعاً یک ابرقهرمان نیست خوشم آمد؛ یکی با یک سری توانایی. من می تونم با اون ارتباط برقرار کنم.» رنر می‌گوید شاهین چشم با انسان بودنش ناامن نیست، «کاملاً برعکس، او تنها کسیه که می تونه با کمان [با پیکان آرام بخش] هالک رو متوقف کنه. با محدودیت خودش آشناست. اما زمانی که وقتش می‌شود، مانند همهٔ ابرقهرمان‌ها اعتماد به نفس کافی را دارد.»

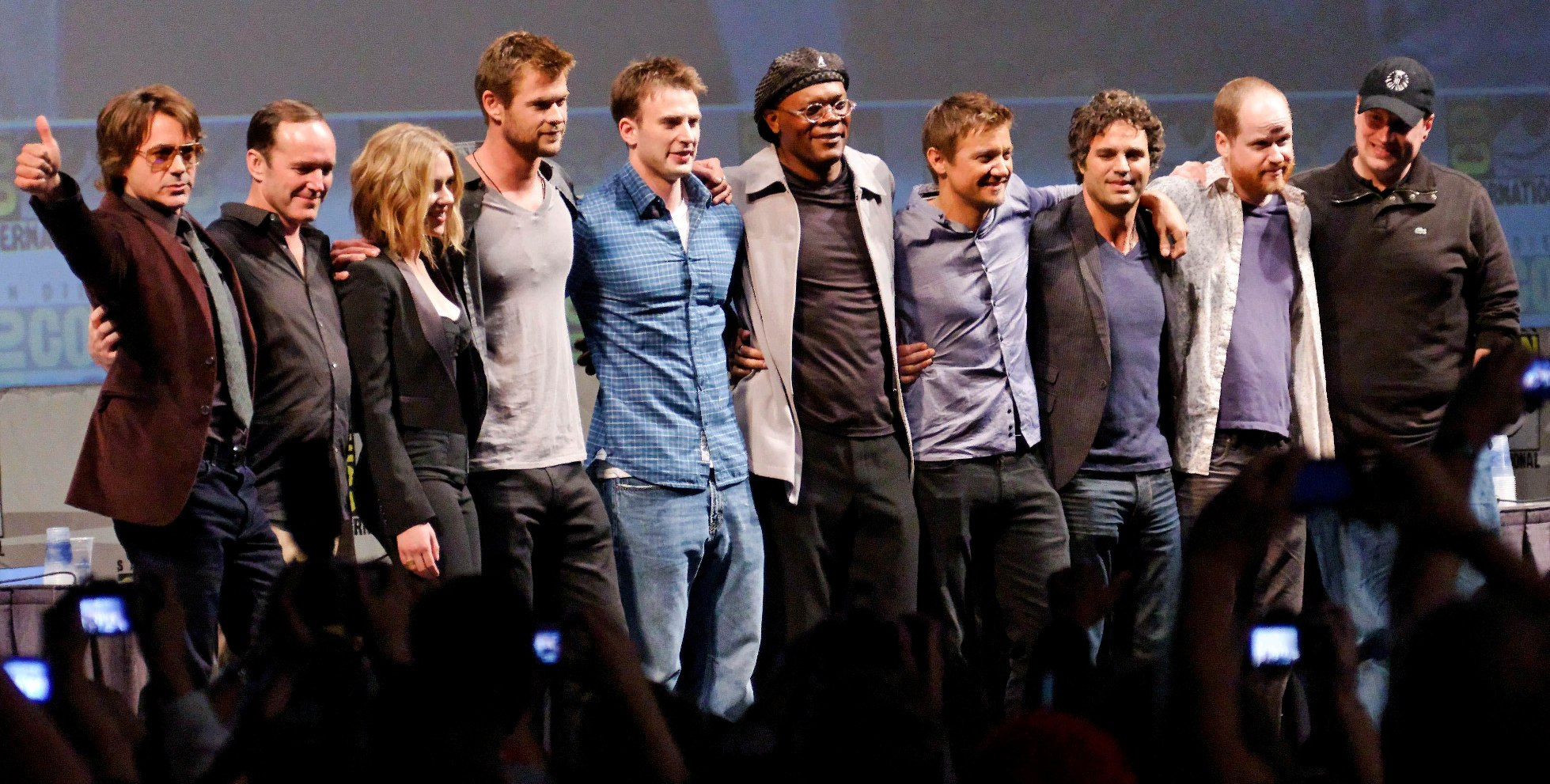
بازیگران انتقام جویان به همراهی جاس ویدون و کوین فیگ در کامیک-کان بین‌المللی سن دیگو سال ۲۰۱۰

- تام هیدلستون در نقش لوکی:

برادرخواندهٔ ثور و خدای انتقام بر اساس افسانه‌های اسکاندیناوی با همین نام. هیلستون دربارهٔ تکامل این شخصیت نسبت به فیلم ثور گفت: «به نظر من لوکی که ما در انتقام جویان می‌بینیم، بسیار پیچیده‌تر شده‌است. شما باید از خودتون بپرسید: مکیده شدن در داخل سیاه چاله‌ای که توسط یک انفجار ابرهسته‌ای که به دست خودتون به وجود آمده، چقدر سخت خواهد بود؟ به نظر من حالا که در انتقام جویان ظاهر شده، حتماً خیلی چیزها دیده.» او همچنین در مورد انگیزهٔ لوکی می‌گوید: «او در اول فیلم، به خاطر مطیع کردن و پادشاهی به زمین می‌آید. و مثل توهم‌های تمام اقتدارگرایان تاریخ، فکر می‌کند کارش فکر خوبی است چون بقیه مشغول پرستش کردنش هستند، دیگر هیج جنگی نخواهد بود چون صلحی جهان با ستمگری خودش ایجاد کرده. البته او یک جورایی خودش را به خاطر قدرتی که فکر می‌کند بی‌انتها است، فریب داده، بنابراین من هیچ وقت نگذاشتم انگیزه‌اش به خاطر حسودی کنار برود.»
- کلارک گرگ در نقش فیل کولسن:

مأمور شیلد که خیلی از فعالیت‌های بخش را نظارت می‌کند. این فیلم یکی از چند فیلمی بود که گرگ با مارول قرارداد بسته بود. گرگ دربارهٔ نقش خود در انتقام جویان می‌گوید: «من احساس می‌کردم که نقش مهمی را در این داستان بازی می‌کنم و انگار نه که پنج سال عمرم رو صرف این کار کرده‌ام.» این ویدون بود که شخصیت اصلی کولسن را آماده کرد، برای مثال، طرفدار کاپیتان آمریکا از طرح‌های او بود.
- کوبی اسمالدرز در نقش ماریا هیل:

یکی از مأموران شیلد که به فیوری بسیار نزدیک است. اسمالدرز پیش از این قرار بود در فیلمی دیگر از جاس ویدون در نقش زن شگفت‌انگیز بازی کند اما این فیلم هیچگاه ساخته نشد. قرارداد اسمالدرز برای نه فیلم بسته شده‌است. اسمالدرز در مورد آماده شدنش برای این نقش گفت: «من برای آماده کردن خودم یک گروه پلیس نیروی ویژه استخدام کردم تا به من یاد بدند چه طور اسلحه به‌دست بگیرم، منو به زمین تیراندازی می‌بردند تا طرز تیراندازی، طرز ایستادن، طرز راه رفتن و کلاً همه چیز رو آموزش بدند. من صحنه‌های درگیری زیادی در فیلم ندارم به همین خاطر هم برام یک مربی نگرفتند اما خودم می‌خواستم نشون بدم تواناییش رو دارم.» او همچنین دربارهٔ این شخصیت می‌گوید: «من می تونم اون رو به یک مادر تشبیه کنم که کارمنده و ضمن این که سعی می کنه تمام وقت کار کنه، به خانواده‌اش هم برسه. این روزها از ما کارهای زیادی خواسته می شه که انجام بدیم. من احساس می‌کنم ماریا در تلاش که کارش و زندگیش رو درست نگه داره.»
- استلان اسکارسگوارد در نقش دکتر اریک سلویگ:

یک اخترفیزیکدان، دوست ثور که توسط لوکی شستشوی مغزی داده شده‌است و بر روی قدرت تسراکت تحقیق می‌کند. اسکارسگوارد در مورد کنترل ذهنی لوکی روی سلویگ می‌گوید: «خب با صحنه‌هایی که از ثور دیدیم، لوکی یه جورایی وارد ذهن اریک شده بود. در انتقام جویان، این موضوع را واضح تر می‌توان دید.»." او همچنین دربارهٔ شخصیتی که بازی می‌کند گفت: «بودن [نقش من] مهم است ولی بزرگ نیست.»
- ساموئل ال. جکسون در نقش نیک فیوری:

مدیر و فرماندهٔ شیلد. جکسون با بستن قرارداد بازی در نه فیلم به این پروژه آمد. جکسون می‌گوید در این فیلم بیشتر از فیلم‌های قبلی فعالیت می‌کند: «دیگه مجبور نیستید تا آخر فیلم صبر کنید تا منو ببینید.» او همچنین دربارهٔ نقشش گفت: «همیشه خوبه که نقش یک آدم مفید برای جامعه را بازی کرد… خیلی سعی کردم به شخصیت کامیک و شخصیت واقعی وفادار بمونم.» جکسون شخصیت فیوری را با اوردل در جکی براون مقایسه می‌کند: «کسی که وقت گذراندن با او خوش می‌گذرد ولی نمی‌خواهید کفرش را درآورید.»
گوئینت پالترو و ماکسیمیلیانو هرناندز مانند گذشته در نقش‌های خود (به ترتیب پپر پاتز و جاسپر سیت ول) ظاهر شدند. همچنین باری دیگر پل بتانی به جای جارویس سخن گفت. الکسیس دنیسوف به جای دیگری و دامیون پویتیر به جای تانوس بازی کردند هر چند نام آنها در انتهای فیلم ذکر نشد. پاورز بوث و جنی اگاتر در نقش سفرای صلح جهانی بازی کردند. استن لی، یکی از خالقان انتقام جویان نیز در برنامه اخبار دیده شد. هری دین استنتون به جای یک نگهبان بازی کرد و کارگردان هلندی، جرزی اسکولیموسکی نیز نقش بازپرس رومانوف را بر عهده داشت.

## داستان
لوکی برای راه اندازی حکومت یکپارچه خود در کهکشان در صدد تسخیر زمین بر می‌آید و یک منبع قوی انرژی با قدرتی ناشناخته بنام تسراکت را از شیلد می‌رباید تا بتواند به کمک آن ارتش ویرانگرش را که چیتاوری نام دارد وارد زمین کند. تلاش‌های نیک فیوری، ماریا هیل و دیگر افراد شیلد فایده‌ای ندارد و لوکی به همراه مکعب ساختمان را ترک می‌کند و همچنین به کمک عصای جادویی خود، اریک سلویگ و چند مأمور از جمله کلینت بارتون را بردهٔ خود کرده و فرار می‌کند. در راه فرار، نبرد سختی میان افراد شیلد و افراد لوکی درمی‌گیرد که به تخریب شدن کامل آزمایشگاه زیر زمینی شلید منجر می‌شود.
بعد از فرار موفقیت‌آمیز لوکی، نیک فیوری تصمیم می‌گیرد برنامه قدیمی خود که «انتقام جویان» نام داشت را دوباره به جریان بیندازد. شورای شیلد با این تصمیم مخالفت می‌کند و به فیوری می‌گوید بر روی پروژه «فاز سوم» تمرکز کند اما فیوری نقشه خود را عملی می‌کند. او ناتاشا رومانوف را به سراغ بروس بنر می‌فرستد و خودش هم به ملاقات استیو راجرز می‌رود و همچنین از طریق فیل کولسن، تونی استارک را هم به گروه فرا می‌خواند. جمع کردن این ابر قهرمان‌ها با خصوصیات اخلاقی متفاوت ابتدا کمی طول می‌کشد. فیوری می‌گوید هدف آن‌ها فقط پیدا کردن لوکی و پس گرفتن مکعب است و قصد شروع جنگ ندارد.
وقتی رد لوکی توسط شیلد در اشتوتگارت آلمان زده می‌شود، کاپیتان راجرز به همراه ناتاشا به آنجا می‌روند که لوکی را بازگردانند و همین باعث ایجاد درگیری بین آن‌ها می‌شود که در نهایت سر رسیدن تونی استارک در لباس مرد آهنی مشکل را حل می‌کند. آن‌ها لوکی را دستگیر می‌کنند و سوار بر هواپیما او را به شیلد بازمی‌گردانند اما در مسیر راه، ثور که به دنبال برادرش است، به هواپیما حمله کرده و لوکی را با خود می‌برد. ثور قصد دارد لوکی را با خود به آزگارد برگرداند اما قبل از آنکه بتواند کاری کند، مرد آهنی سر می‌رسد و نبردی میان او و ثور درمی‌گیرد که در نهایت با دخالت کاپیتان آمریکا موضوع خاتمه می‌یابد.
آن‌ها لوکی را به شیلد بازمی‌گردانند و شروع به تحقیق می‌کنند تا اطلاعات خود را دربارهٔ مکان مکعب به‌دست می‌آورند. در این میان، تونی استارک که به موضوع گردهمایی انتقام جویان شک کرده و فکر می‌کند فیوری چیزی را پنهان می‌کند شروع به جستجو در فایل‌های شیلد می‌کند. تحقیقات او و بروس بنر به همراه کنجکاوی کاپیتان راجرز به نتیجه می‌رسد و آن‌ها متوجه شوند که قصد شیلد از به‌دست آوردن مکعب این است که به کمک آن سلاح کشتار دست جمعی بسازد. فهمیدن این موضوع ابرقهرمان‌ها به خصوص کاپیتان آمریکا را برآشفته می‌کند و درگیری و اختلاف میان آن‌ها بالا می‌گیرد. فیوری می‌گوید که فقط بخاطر امنیت کره زمین در قبال موجوداتی مثل لوکی این کار انجام می‌شود. قبل از آنکه بحث جلوتر پیش برود افراد لوکی به رهبری بارتون به آن‌ها حمله می‌کنند. نبرد سختی درمی‌گیرد که در طی آن لوکی موفق به فرار می‌شود و فیل کولسن در این راه کشته می‌شود و بارتون هم که تسخیر شده بود به حالت اولش برگشته و به انتقام جویان می‌پیوندد.
لوکی بعد از فرار به ساختمان استارک رفته و به کمک مکعب دروازه‌ای به آنسوی کهکشان باز می‌کند و ارتش چیتاری خود را وارد زمین می‌کند. ارتش ویرانگر لوکی در نیویورک با انتقام جویان درگیر می‌شود و خسارات وحشتناک زیادی را به شهر وارد می‌کنند. لوکی توسط هالک به شدت آسیب می‌بیند و از جنگ دور می‌ماند. شورای شیلد با توجه به وضعیت دستور حمله هسته‌ای به شهر را می‌دهد. فیور سعی می‌کند که جلوی این اتفاق را بگیرد اما فایده‌ای ندارد. موشک هسته‌ای به سوی شهر شلیک می‌شود. تونی استارک از قابلیت پرواز خود استفاده می‌کند و موشک را به خارج از جو زمین می‌برد و در آخرین لحظه و قبل از بسته شدن دروازه توسط رومانوف به شهر بازمی‌گردد. بعد از پایان نبرد و پیروزی انتقام جویان، آن‌ها لوکی را دستگیر کرده و به همراه برادرش به آزگارد برمی‌گردانند. مردمان دنیا که فداکاری انتقام جویان را در راه حفاظت از جان مردم جهان دیدند عاشق ابرقهرمان‌ها می‌شوند و دربارهٔ هویت واقعی آن‌ها ابراز کنجکاوی می‌کنند که که فیوری در جواب می‌گوید وقتی به آن‌ها نیاز پیدا کنیم دوباره باز خواهند گشت.

## ساخت

### آماده‌سازی

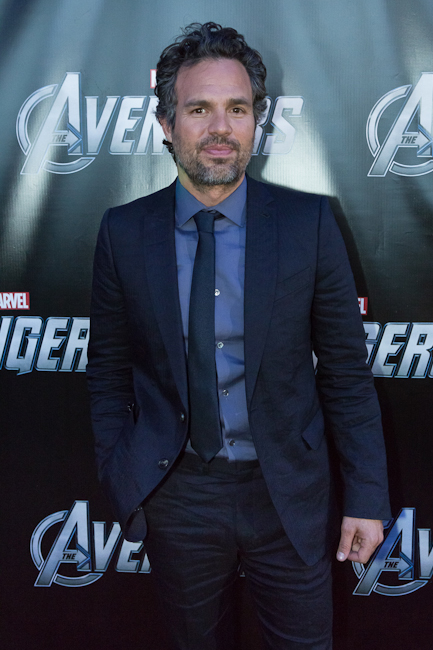
رافالو در فرش قرمز تورنتو برای «انتقام جویان مارول».

آوی آراد، مدیر عامل مارول استدیوز، ابتدا اعلام کرده بود شروع کار این فیلم از آوریل ۲۰۰۵ شروع خواهد شد. شرکت مارول ابتدا برنامه‌های خود را با آنالیزورهای وال استریت در میان گذاشتند و تصیمی گرفتند برای هر شخصیت ابتدا چندگانه‌ای مخصوص در نظر بگیرند تا مخاطبان را بیشتر با آن‌ها آشنا کنند. نمایشنامه‌نویس زک پن که  هالک شگفت‌انگیز را در سال ۲۰۰۸ نوشت، در ژوئن ۲۰۰۷ توسط مارول استدیوز استخدام شد وی با این که حضور خودش را تأیید کرد اما باور نداشت که کارها زود شروع شوند. مارول در اعتصاب نویسندگان آمریکایی (۲۰۰۷–۲۰۰۸) به اعتصاب کنندگان اطمینان بخشید که فیلم‌هایی از کاپیتان آمریکا، مرد-مورچه‌ای و انتقام جویان بر اساس کتاب‌های کمیک ساخته خواهد شد. بعد از موفقیت مرد آهنی در سال ۲۰۰۸، این شرکت، سال ۲۰۱۱ را برای انتشار انتقام‌جویان در نظر گرفت و در سپتامبر همان سال، قرار دادی با پارامونت می‌بندد که حق همکاری در پنج فیلم آیندهٔ مارول را به آن‌ها واگذار می‌کند.
انتخاب بازیگران از اکتبر ۲۰۰۸ با اسم‌نویسی رابرت داونی جونیور و دن چیدل که قبلاً در سال ۲۰۱۰ در فیلم مرد آهنی ۲ در نقش‌های مرد آهنی (شخصیت کامیک)|تونی استارک و جیمز رودس شروع شد. برخلاف گزارش‌های قبلی، چیدل در مصاحبه‌ای با ام‌تی‌وی نیوز حضور خود را در انتقام‌جویان رد کرد. در همین زمان دو اتفاق مهم در مارول رخ داد: جان فاورو به عنوان تهیه‌کنندهٔ اجرایی به انتقام‌جویان پیوست، و با رلیگ استدیوز قرار دادی برای تولید سه فیلم مرد آهنی ۲،  ثور (۲۰۱۱)، کاپیتان آمریکا: نخستین انتقام‌جو (۲۰۱۱) با بودجه‌ای هنگفت در مجتمع منهتن بیچ، کالیفرنیا بسته شد. لو فریگنو کسی که پیش از این صداگذاری هالک را در هالک شگفت‌انگیز بر عهده داشت، همکاری خود را در این فیلم اعلام کرد. در فوریه ۲۰۰۹، ساموئل ال. جکسون قراردادی را با شرکت مارول بست تا در نه فیلم در نقش نیک فیوری بازی کند. در سپتامبر ۲۰۰۹، ادوارد نورتون موافقت خود را برای حضور در نقش هالک در انتقام‌جویان اعلام کرد. ماه بعد تهیه‌کنندهٔ اجرایی، جان فاورو اعلام داشت کارگردانی این فیلم را انجام نخواهد داد اما هنوز دستی در کارها خواهد برد و همچنین ابراز کرد: «خیلی سخت خواهد بود، چون من در خلق دنیای مرد آهنی همکاری داشتم، مرد آهنی ابرقهرمانی بر پایهٔ تکنولوژی است و در انتقام‌جویان قرار است چند نوع دیگر از ابرقهرمان‌ها را مثل ثور کنار هم بگذاریم… [ترکیب] این دو کار در کتاب‌های کامیک آسان به نظر می‌رسد ولی برای فیلم سخت خواهد بود.» در مارس ۲۰۰۹رال اسکارلت جوهانسون برای نقش ناتاشا رومانوف در فیلم مرد آهنی ۲ جایگزین امیلی بلانت شد و قرار دادی هم برای انتقام‌جویان بست. نسخهٔ قدیمیتر فیلم‌نامه که قبل از همکاری جوهانسون نوشته شده بود، ابرقهرمان دیگری به نام زنبورک را شامل می‌شد. چند روز بعد، مارول زمان انتشار را تقریباً یک سال عقب و به ۴ سپتامبر ۲۰۱۲ منتقل کرد. کریس همسورف و تام هیدلستون در ژوئن همان سال در نقش‌های قبلی خود (به ترتیب ثور و لوکی) به انتقام‌جویان ملحق شدند.

### پیش تولید

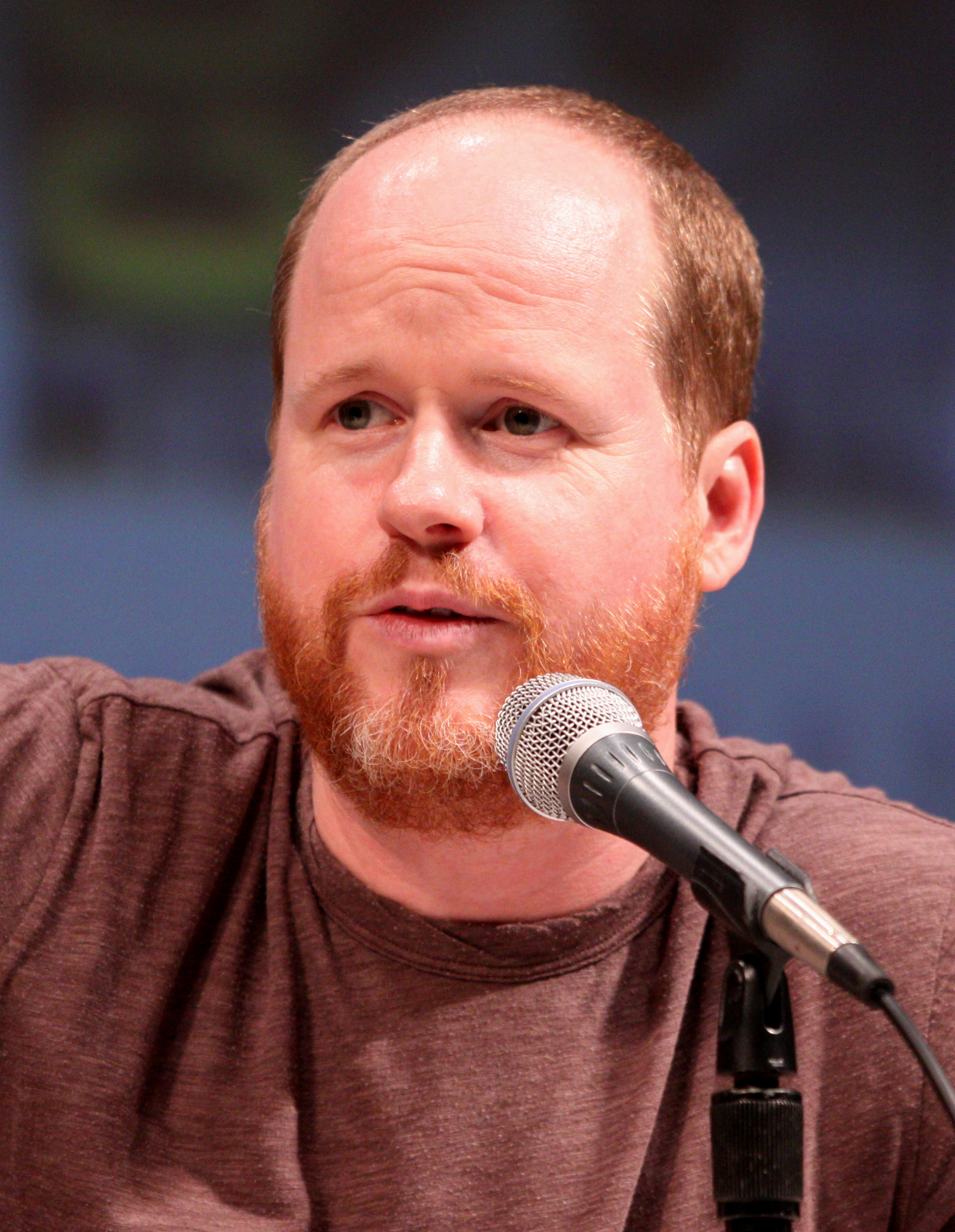
جاس ویدون در کامیک-کان بین‌المللی سن دیگو (۲۰۱۰)

جاس ویدون، یکی از طرفداران کتاب‌های کامیک، کارگردانی این فیلم را در ژوئیه ۲۰۱۰ پذیرفت، اولین اخبار در این مورد توسط آراد و استن لی داده شد. آراد بیان کرد: «به نظر من جاس کاری عالی تحویل خواهد داد. او عاشق این شخصیت‌ها است و یک نویسندهٔ عالی است… این موضوع یک بخش از زندگی اوست و مطمئناً از آن به خوبی محافظت خواهد کرد… من انتظار دارم کسانی مثل او فیلم‌نامه را حتی بهتر کنند.» ویدون در کامیک-کان بین‌المللی سن دیگو سال ۲۰۱۰ علت کشیده شدندش به این پروژه را عشق به این موضوع بیان کرد و افزود: «با این که این شخصیت‌ها در یک تیم هستند ولی نمی‌شود آن‌ها را با هم تنها گذاشت.»
روند انتخاب بازیگر تا سال ۲۰۱۰ ادامه پیدا کرد و بازیگرانی چون جرمی رنر، مارک رافالو و کلارک گرگ به پروژه پیوستند. به خاطر خلاقیت‌های رافالو بود که او را جایگزین ادوارد نورتون برای نقش هالک کردند. کوین فیگ، سرپرست تیم تولید توضیح داد: «ما تصمیم گرفتیم تا اد نورتون را در نقش دکتر بروس بنر به پروژهٔ انتقام‌جویان نیاریم. این تصمیم تنها به خاطر مسائل مالی نبود، بلکه به خاطر نیاز به بازیگری خلاق با روحیهٔ همکاری با چنین گروه بااستعدادی بود که این تصمیم را گرفتیم. ما به کسی در انتقام‌جویان نیاز داریم که بتواند با کسانی مثل رابرت، کریس اچ. کریس ای. ساموئل، اسکارلت و دیگر افراد با استعداد ما سازگار باشد.» در پاسخ، برایان سوارداستورم، مدیر برنامه‌های نورتون، سخنان فیگ را «عمداً گمراه‌کننده» و «تلاشی مأیوسانه برای تیره‌سازی استعداد نورتون» خواند.
در اوت ۲۰۱۰ در خبرها گفته شد که پارامونت پیکچرز و مارول استدیوز فیلم‌برداری را در فوریه شروع خواهند کرد. تقریباً همان موقع موقع اعلام شد که فیلم به صورت سه بعدی ضبط خواهد شد، هر چند رافالو خلاف این موضوع را توییت کرد. در اکتبر ۲۰۱۰، گرومان استدیوز در بثپیج، نیویورک و استینر استدیوز در بروکلین، نیویورک به عنوان مکان‌های فیلم‌برداری معرفی شدند. همچین قرار شد صحنه در نوامبر آماده شود. اما بعدها ویدون توضیح داد: «ما اصلاً قرار بود در لوس آنجلس باشیم، بعد یک مدت کوتاهی قرار شد در نیویورک باشیم. نمی‌دانم چطور سر از آلبوکرکی درآوردیم!!» در اکتبر همان سال، شرکت والت دیزنی، حق انتشار جهانی فیلم‌های مرد آهنی ۳ و انتقام‌جویان را در ازای ۱۱۵ میلیون دلار از پارامونت خرید. البته در قرار داد آن‌ها به پارامونت ۸ درصد از درآمد باجه‌های سینما تعلق می‌گرفت و اجازه داشت تا از لوگوی خود بر روی وسایل تبلیغاتی استفاده کند. در نتیجه در شروع فیلم می‌خوانیم «مارول استدیوز با همکاری پارامونت پیکچرز» اگر چه مالکیت، توزیع و فروش آن بر عهدهٔ دیزنی بود. البته پارامونت اپیکس حق پخش تلویزیونی را پرداخت.
در دسامبر ۲۰۱۰، بیل ریچاردسون استاندار نیو مکزیکو و لوییس دی اسپوسیتو یکی از مدیران مارول استدیوز، اعلام کردند که قسمت‌های اصلی فیلم در آلبوکرکی، نیو مکزیکو ضبط خواهد شد. قرار شد تا قسمت‌هایی دیگر از آن را در میشیگان برداشت کنند، اما فیلم‌برداری در دیترویت توسط استاندار ریک سیدر به خاطر مسائل مالی و مالیاتی متوقف شد. سه ماه بعد در مارس ۲۰۱۰، استاندار اوهایو، جان کاسیچ و شهردار فرنک جی. جکسون اعلام کردند که قسمت‌هایی از انتقام‌جویان در کلیولند برداشت خواهد شد.
خالق و طراح زره شماره ۶ مرد آهنی، فیل ساندرز می‌گوید: «جاس ویدون دنبال یک عنصر «باحالتری» نسبت به زره کیفی [از فیلم مرد آهنی ۲] می‌گشت. چیزی که هنوز کاملاً مسلح باشه و بتونه تا آخر نبرد در برابر یک ارتش مقاومت کنه.» در آخر، ساندرز از ایده‌هایی که در مرد آهنی ۲ استفاده شده بودند و ایده‌هایی که هیچ وقت استفاده نشده بودند استفاده کرد و زره‌ای جدید با موشک‌هایی بر روی شانه و کمرش ساخت. شرکت ساینس اند اینترتینمنت اکسچینج نیز در این مسائل همکاری کرد.
انتخاب بازیگران در سال بعدی به مراحل پایانی خود رسید. در فوریه ۲۰۱۱، کوبی اسمالدرز بعد از شرکت در امتحان‌های مارول نقش ماریا هیل، همراه همیشگی نیک فیوری را تصاحب کرد. در چند ماه بعد استلان اسکارسگوارد، پل بتانی و گوینث پالترو نیز به تیم بازیگران ملحق شدند. پالترو در نقش مکمل داونی ظاهر می‌شود؛ پیش از این ویدون گفته بود که تمایل ندارد تا از شخصیت‌های فیلم‌های مربوط به یک ابرقهرمان در انتقام‌جویان استفاده کند.

### فیلم‌برداری
فیلم‌برداری از ۲۵ آوریل ۲۰۱۱ در آلبوکرکی، نیو مکزیکو کلید خورد. در ژوئن، یکی از بدلکاران به نام جرمی فیتزگرالد بعد از پریدن از ساختمانی به ارتفاع ۱۰ متری از ناحیهٔ سر مصدوم شد و سخنگوی مارول در مصاحبه‌ای با تی‌ام‌زد دات‌کام، خبر داد که علی رقم صدمهٔ فیتزگرالد، او به کارش ادامه خواهد داد. ماه بعد، بخش دوم فیلم‌برداری در فاصلهٔ یک ساعتی خارج از پیتسبورگ، پنسیلوانیا در منطقهٔ باتلر شروع شد. همچینی صحنه‌های تعقیب و گریز نیز در غارهای قارچ واقع در ورثیگتون، پنسیلوانیا، بزرگ‌ترین مزرعه پرورش قارچ دنیا، گرفته شد.
عوامل تولید مکان فیلم‌برداری را در اوت ۲۰۱۱ به کلیولند، اوهایو، جایی که فیلم‌برداری چهار هفته طول کشید، منتقل کردند. خیابان ۹ام شرقی کلیولند برای بازسازی خیابان ۴۲ام منهتن انتخاب شد تا صحنه‌های مبارزه در آن جا گرفته شوند. گروهبان دوم مایکل تی. لندیس بیان کرد که استفاده شدن سربازان واقعی در فیلم، آن را واقعی‌تر نشان داده‌است: «برای ما تصحیح تاکتیک‌ها و یونیفورم‌ها طی کار در صحنه بسیار آسان بود. کارگردان معمولاً پیشنهادهای ما را در نظر می‌گرفت و به ما اجازه می‌داد تا با روش مخصوص به خودمان بجنگیم.» همچنین بخش اندکی از فیلم‌برداری در سالن خلاء موجود در ایستگاه پلام بورک ناسا واقع در سنداسکی، اوهایو انجام شد. بخش انرژی فضایی این ایستگاه به عنوان بخش تحقیقات شیلد نمایش داده شد. یک سری از انفجارات نیز در کارخانهٔ انتقال قدرت شورولت ضبط شد. صحنه‌هایی از فیلم نیز در میدان پابلیک و پل دیترویت-سوپریر برداشت شد، این قسمت جنوب غربی میدان پابلیک بود که به اشتوتگارت تبدیل شد. بخش فیلم‌برداری بعد از دو روز ضبط در نیویورک به اتمام رسید که شامل خیابان پارک و پارک مرکزی می‌شد. برای ساخت صحنه‌های منهتن، سرپرست جلوه‌های ویژه، جیک موریسون سه روز متوالی از منهتن فیلم‌های هوایی گرفت تا بتواند پس زمینه‌ای بسازد، توضیح او برای این کار، «گرفتن تصاویر هوایی تا حد ممکن برای نشان دادن تصویری پهن، در عین حال مخفی کردن عناصر کامپیوتری» بود و اضافه کرد: «از ساخت محیطی تمام کامپیوتری بسیار بهتر است.»

### جلوه‌های ویژه
در دسامبر ۲۰۱۱، دیزنی اعلام کرد که فیلم به سه بعدی تبدیل خواهد شد. ویدون گفت: «من طرفدار لنزهای خیلی بزرگ نیستم. دوست دارم تمام فضایی را که داخلش هستم ببینم و با آن ارتباط برقرار کنم. تازه تکنولوژی پیشرفت‌های چشمگیری در این چند سال اخیر داشته.» او همچنین گفت: «بعضی از فیلم‌ها هستند که نباید به هیچ وجه به صورت سه بعدی باشند اما انتقام‌جویان جزو آن‌ها نیست. اینجا هیچ خبری از «اوه نگاه کن، قراره بیست دقیقه از داخل این تونل رد شیم چون سه بعدی است» نیست و هیچ‌کس تمام مدت به پردهٔ سینما اشاره نمی‌کند.» در ژانویه ۲۰۱۲، خبر رسید که انتقام‌جویان به کمک آی‌مکس سه بعدی خواهد شد و در ۴ می ۲۰۱۲ هم‌زمان با سینماهای معمولی در سینماهای آی‌مکس نیز پخش خواهد شد. نمایش انتقام‌جویان توسط آی‌مکس بعد از موفقیت نمایش مرد آهنی ۲ و ثور در این سری سینماها حتمی شد.
انتقام‌جویان شامل ۲٬۲۰۰ جلوهٔ ویژه است که توسط چهارده شرکت اینداستریال لایت اند مجیک (آی‌ال‌ام)، وتا دیجیتال، اسکن لاین وی‌اف‌اکس، هیدراولکس، فیول وی‌اف‌اکس، اویل آی پیکچرز، لاما پیکچرز، کانتینا کریتیو، تریکستر، مود اس‌اف‌اکس، ویسکی تری، دیجیتال دامین، د ترد فلور و متود دیزاین تولید شده‌اند. آی‌ال‌ام که پیش از این در هالک با انگ لی همکاری داشت، مسئولیت طراحی افکت‌های اصلی مانند ساخت هلی کریر، آسمان خراش‌های نیویورک و ساخت مرد آهنی و هالک را بر عهده گرفت. برای ساخت هالک، رافالو فیلم را به همراه دیگر بازیگران در لباس ضبط حرکات بازی کرد به‌طوری‌که چهار دوربین ضبط حرکات اچ‌دی (دو عدد بر روی تمام بدن و دو عدد متمرکز بر روی صورت)، تمام حرکات او را زیر نظر داشت. جف وایت سرپرست تیم جلوه‌های ویژهٔ آی‌ال‌ام گفت: «ما واقعاً خواستیم از تمام برنامه‌هایی که در ده سال اخیر ایجاد شده‌اند استفاده کنیم و هالکی منحصربه‌فرد بسازیم. یکی از تصمیمات طراحی استفاده از خود مارک رافالو بود؛ بنابراین نه تنها حرکات هالک بر اساس حرکات رافالو است بلکه چشمان، دندان و حتی زبانش نیز از رافالو گرفته شده‌است.»
آی‌ال‌ام تعداد زیادی از ساختمان‌های نیویورک را بازسازی کرد. در مجموع، هنرمندان آی‌ال‌ام، ده بلوک ساختمان تحویل دادند. برای این کار، یک تیم متشکل از چهار عکاس را به این ساختمان‌ها برد و طی هشت هفته از تمام آن‌ها عکس گرفت. دیزنی و سونی پیکچرز موافقت کردند تا از برج اوسکراپ مرد عنکبوتی شگفت‌انگیز در فیلم استفاده شود، اما این کار رخ نداد چرا که در آن زمان ساخت افق شهر کامل شده بود.
وتا دیجیتال مسئولیت آماده‌سازی مرد آهنی را که توسط آی‌ال‌ام ساخته شده بود را به عهده گرفت. گای ویلیامز، سرپرست تیم جلوه‌های ویژهٔ وتا دیجیتال گفت: «سخت‌ترین کار در این قسمت ساخت پوششی منعکس‌کننده برای زره مرد آهنی بود.»
این اسکن لاین وی‌اف‌اکس بود که هلی کریر را از زمانی که بیوه‌سیاه و کاپیتان آمریکا بر روی عرشه می‌آیند تا زمانی که به پرواز در می‌آید را آماده کرد. اویل آی پیکچرز تصاویر دیجیتالی را برای پس زمینه آماده کرد که به جای پردهٔ سبز داخل هلی کریر قرار می‌گرفتند. کولین استارئوس از هیدراولکس گفت: «ده دقیقهٔ اول فیلم، بجز صحنه‌های فضای، را ما آماده کردیم.» این ده دقیقه شامل آمدن لوکی به زمین و فرار او از شیلد است. لاما پیکچرز صحنه‌های کوتاهی از پل هلی کریر را آماده کرد و در ساخت مونیتورها به سانتینا کریتیو کمک کرد. فیول وی‌اف‌اکس تصاویر مربوط به پنت هاوس برج استارک را ساخت. دیجیتال دامین نیز محیط فضایی که دیگری و لوکی هستند را تولید کرد. متود دیزاین نیز در لوس آنجلس اسامی پایانی فیلم را برای انتقام‌جویان آماده کرد. استیو ویولا، مدیر خلاق متود دیزاین گفت: «این یک تکهٔ دو دقیقه‌ای بود که تماماً به وسیلهٔ کامپیوتر ساخته شد.»

### موسیقی
در نوامبر ۲۰۱۱، اعلام شد آلن سیلوستری، کسی که پروژهٔ کاپیتان آمریکا: نخستین انتقام‌جو را بر عهده داشت، نویسنده و تولیدکنندهٔ آهنگ‌های انتقام‌جویان خواهد بود. سیلوستری گفت: «من قبلاً در فیلم‌هایی همکاری داشتم که تعداد زیادی ستاره داشت و شخصیت‌های آن از نظر اهمیت و تأثیرشان در فیلم هم‌وزن بودند، ولی این یکی از تمام آن‌ها بالاتر است چرا که شخصیت‌های آن هر کدام دنیا خودشان را دارند. چالش بزرگی خواهد بود تا به تک تک آن‌ها ثقل و ملاحظاتی را که لازم دارند داده شود.» سیلوستری ضبط موسیقی را به کمک ارکست سمفونی لندن در ابی رود استودیوز لندن شروع کرد.
در مارس ۲۰۱۲، گروه آلترنتیو راک آمریکایی ساوندگاردن از طریق صفحهٔ فیسبوکشان اعلام کردند که آهنگی نوشته‌اند که جزو آهنگ‌های استفاده شده در انتقام‌جویان به نام «زندگی برای قیام» است. همچنین گروه راک هندی به نام آگنی نماهنگی به نام «سلام اندهرنو» که آهنگ موجود در ویرایش هندی این فیلم بود را منتشر کرد.

## بازاریابی

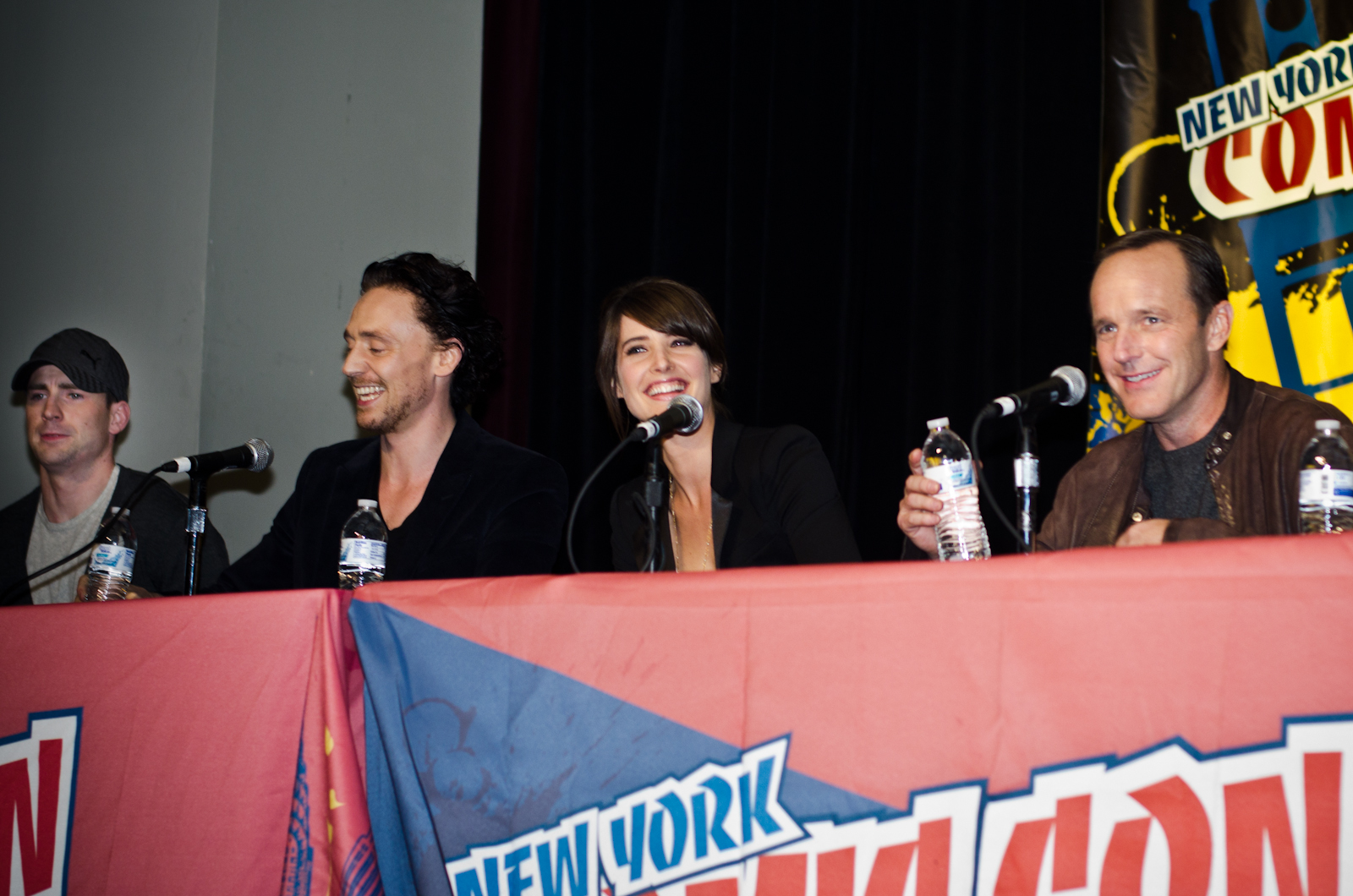
(از چپ به راست) کریس ایوانز، تام هیدلستون، کوبی اسمالدرز و کلارک گرگ در کامیک-کان نیویورک سال ۲۰۱۱.

انتقام‌جویان برای اولین بار در کامیک-کان بین‌المللی سن دیگو در سال ۲۰۱۰ با پخش فیلمی به صدای ساموئل ال. جکسون و معرفی بازیگران تبلیغ شد. در ژوئن ۲۰۱۱ مارول اعلام کرد که در کامیک-کان بین‌المللی سن دیگو حضور نخواهد داشت چرا که استودیو باور داشت کامیک-کان سن دیگو دیگر مانند گذشته قدرتمند نیست. در ماه بعد، یک فیلم که قرار بود صحنهٔ لیست اسامی بازیگران فیلم کاپیتان آمریکا: نخستین انتقام‌جو باشد به صورت آنلاین به بیرون درز کرد.
در اوت ۲۰۱۱، والت دیزنی پیکچرز، پیکسار انیمیشن استدیوز و مارول استدیوز در فستیوال دی۲۳ والت دیزنی در آناهایم، کالیفرنیا برای فیلم انتقام‌جویان شرکت کردند. این فستیوال شامل نمایش چند صحنه از فیلم و حضور بازیگران می‌شد. بعدها در اوت، دیزنی معاون رئیس بازاریابی جهانی مارول را اخراج کرد تا تمام کارها را خود شرکت دیزنی انجام دهد.
در اکتبر ۲۰۱۱، شرک مارول در کامیک-کان نیویورک شرکت کرد و چند صحنهٔ جدید از فیلم را به نمایش گذاشت و با تهیه‌کنندهٔ فیلم، کوین فیگ و چند بازیگر مصاحبه کرد. تریلر کامل فیلم در اکتبر منتشر شد. وب‌سایت کامیک بوک ریسورسز گفت: «همین تریلر دو دقیقه‌ای توانست به مقدار لازم تماشاگر برای خود جذب کند.» و اضافه کرد: «مونتاژی سنگین، اما طرفداران با صحنه‌های اکشن زیاد، زرهٔ جدید مرد آهنی و بهتر از همه هالک استقبال شده‌اند. طبیعتاً بهترین قسمت رابرت داونی جونیور در نقش تونی استارک است.» اما هالی وود ریپورتر گفت: «عالیه، یا عالی می‌بود اگر تمام صحنه‌های اصلی فیلم را داخل این تیزر نمی‌آوردند.» تریلری که بر روی وب‌سایت آی‌تونز قرار گرفته بود، در طول ۲۴ ساعت اول، بیش از ۱۰ میلیون بار دانلود شد و رکورد بیشترین تماشا را شکست. البته این رکورد توسط شوالیه تاریکی برمی‌خیزد با بیش از ۱۲٫۵ میلیون دانلود شکسته شد. دومین تریلر انتقام‌جویان که در فوریهٔ ۲۰۱۲ منتشر شد، بار دیگر گوی سبقت را با ۱۳٫۷ میلیون دانلود از شوالیه تاریکی برمی‌خیزد ربود. تریلر سینمایی انتقام‌جویان در فیلم‌های زیادی از جمله مأموریت غیرممکن: پروتکل شبح، خیابان جامپ شماره ۲۱ و عطش مبارزه دیده شد.
در ژانویهٔ ۲۰۱۲، یک توییتر چت جهانی برگزار شد. این توییت زندهٔ ۳۰ دقیقه‌ای شامل حضور نویسنده و کارگردان فیلم جاس ویدون و بازیگران ساموئل ال. جکسون، تام هیدلستون و کلارک گرگ می‌شد، همچنین ۱۰ ثانیه از تبلیغی ۳۰ ثانیه‌ای که قرار بود در سوپربول ۴۶ام در ماه فوریه پخش شود، به نمایش درآمد. بنابر گزارش لس‌آنجلس تایمز دیزنی برای این ۳۰ ثانیه، مبلغ ۴ میلیون دلار را پرداخت کرده‌است. در اول ماه مه ۲۰۱۲، مدیران مارول به همراهی تام هیدلستون و کلارک گرگ به افتخار انتشار انتقام‌جویان، زنگ بازار بورس نیویورک را به صدا درآوردند.

## انتشار

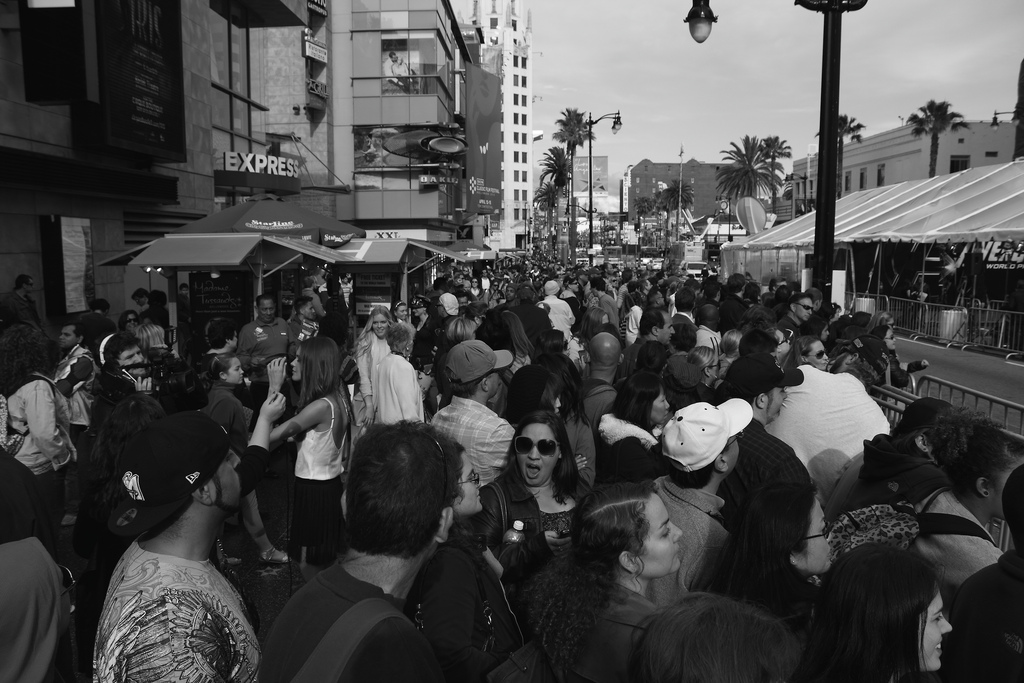
تجمع طرفداران در برابر سینمای ال کپتین در زمان برگزاری فرش قرمز انتقام‌جویان.

در فوریه ۲۰۱۲، دیزنی اعلام کرد تا نام فیلم در بریتانیا به علت تشابه اسمی با یک سریال و یک فیلم (ساختهٔ سال ۱۹۹۸)، متفاوت خواهد بود. این موضوع باعث گمراهی دربارهٔ نام اصلی فیلم شد. مجلهٔ ایمپایر خبر داد که نام فیلم "گردهمایی انتقام‌جویان مارول" خواهد بود در صورتی که هالی وود ریپورتر گفته بود که نام فیلم تنها "گردهمایی انتقام‌جویان" خواهد بود. وب‌سایت بریتانیایی مارول به فیلم با نام "گردهمایی انتقام‌جویان مارول" اشاره کرد هرچند دیوید کاکس از مجلهٔ گاردین این نام را به خاطر نکات تولیدی و دستوری بدترین عنوان ممکن خواند. همچنین بر اساس بریتش بورد، این فیلم در ایرلند نیز "گردهمایی انتقام‌جویان" خوانده شده‌است. فرانک لوونس از وب‌سایت فیلم فستیوال ترولر دات‌کام با اشاره به نام فیلم بر روی پوسترهای آن، فیلم را تنها "انتقام‌جویان" خواند. کوین فیگ، تهیه‌کنندهٔ فیلم، اعلام کرد که عنوان بریتانیایی دو کلمه‌ای و یک کلمه بیشتر از عنوان آمریکایی خواهد بود و همچنین ابراز کرد: «تصمیم‌گیری در این موضوع کار آسانی نیست و کلی بازاریابی انجام شده و تعداد زیادی از وکلا در این مورد تحقیق کرده‌اند.»
اولین پخش انتقام‌جویان در سینما ال کپتین هالی وود، کالیفرنیا در ۱۱ آوریل ۲۰۱۲ برگزار شد. همچنین در اختتامیهٔ جشنوارهٔ سالیانهٔ فیلم تراییکت در ۲۸ آوریل ۲۰۱۲ به نمایش درآمد. انتقام‌جویان به خاطر روز کارگر آمریکا یک هفته بیشتر به نمایش درآمد و تعداد سینماهای خود را از ۱۲۳ به ۱٬۷۰۰ رساند.

### فروش در سینما
انتقام‌جویان با فروش ۶۲۳٬۳۵۷٬۹۱۰ دلار در آمریکای شمالی و ۸۸۸٬۴۰۰٬۰۰۰ دلار در دیگر کشورها، فروش کلی و جهانی خود را به ۱٬۵۱۱٬۷۵۷٬۹۱۰ دلار رساند و به پرفروش‌ترین فیلم سال ۲۰۱۲ در کانادا و آمریکا تبدیل شد. این فیلم همچنین لقب پرفروش‌ترین فیلم بر پایهٔ کتاب کامیک، پرفروش‌ترین فیلم ابرقهرمانانه و پرفروش‌ترین فیلم والت دیزنی استدیوز را کسب کرد. با فروش جهانی ۳۹۲٫۵ میلیون دلار در هفته اول، به رتبه سوم در فروش هفتهٔ نخست دست یافت. این فیلم همچنین پنجمین فیلم با همکاری دیزنی و کلاً دوازدهمین فیلمی است که بیش از ۱ میلیارد دلار درآمد داشته‌است. انتقام‌جویان تنها در ۱۹ روز به این مرحله رسید که تنها قابل مقایسه با فیلم‌های  آواتار و هری پاتر و یادگاران مرگ - قسمت دوم است. بدین گونه تنها در عرض ۱۲ روز تمام ۲۲۰ میلیون دلار بودجهٔ تولید بازگشت.
بعد از نمایش فیلم برای اندکی از بینندگان قبل از انتشار جهانی فیلم، نظرسنجی انجام شد و طی آن فیلم مجموعاً «به صورت شگفت‌انگیزی قوی» توصیف شد. در این نظرسنجی، مردم فروش بیش از ۱۲۵ میلیون دلار در هفتهٔ نخست را در آمریکای شمالی پیش‌بینی کرده بودند. البته به اعتقاد خیلی از مردم احتمال فروش بیش از ۱۵۰ میلیون دلار در هفتهٔ اول نیز وجود داشت. انتقام‌جویان با پیشی گرفتن از شوالیه تاریکی (۱۵۸٫۴ میلیون دلار) ساخته سال ۲۰۰۸ و عطش مبارزه(۱۵۲٫۵ میلیون دلار) ساخته سال ۲۰۱۲ که به ترتیب رتبه‌های دوم و سوم پرفروش‌ترین فیلم در هفتهٔ نخست هستند، قبل از هری پاتر و یادگاران مرگ - قسمت دوم (۱۶۹٫۲ میلیون دلار) ساختهٔ سال ۲۰۱۱ جای گرفت. بر اساس مووی تیکتز دات‌کام، میزان بلیط‌های پیش‌فروش شده، از مجموع بلیط‌های پیش‌فروش شدهٔ فیلم‌های کاپیتان آمریکا: اولین انتقام‌جو، مرد آهنی، مرد آهنی ۲ و ثور در همان بازهٔ زمانی، ۱۵۰٪ بیشتر بود.

#### خارج از آمریکای شمالی
انتقام‌جویان چهارمین فیلم پرفروش تاریخ، پرفروش‌ترین فیلم با همکاری دیزنی، فیلم سال ۲۰۱۲، و فیلم ابرقهرمانانه تاریخ شد. این فیلم در تاریخ چهارشنبه ۲۵ آوریل ۲۰۱۲ در ۱۰ کشور به نمایش درآمد و در همان روز نخست ۱۷٫۱ میلیون دلار فروش کرد. طی دو روز بعد در ۲۹ کشور دیگر هم به نمایش درآمد و فروش سه روزهٔ خود را به ۷۳٫۱ میلیون دلار رساند. تا یکشنبه ۲۹ آوریل فروش اولین آخر هفتهٔ خود را به ۱۸۵٫۱ میلیون دلار در ۳۹ کشور رساند. این فیلم برای چهار هفته متوالی در رتبهٔ نخست فروش در آخر هفته (خارج از آمریکای شمالی) ماند. انتقام‌جویان رکوردهای زیادی را مانند بیشترین فروش در روز نخست در نیوزلند، مالزی و ایسلند، بیشترین فروش یک روزه در فیلیپین، بیشترین فروش در روز نخست و بیشترین فروش یک روزه در سنگاپور و تایلند را شکست. همچنین رتبهٔ دوم پرفروش‌ترین فیلم در روز نخست (۶٫۲ میلیون دلار) را در استرالیا، مکزیک، فیلیپین و ویتنام بعد از یادگاران مرگ - قسمت دوم به‌دست آورد. این فیلم رکورد هفتهٔ نخست را در کشورهای زیادی از جمله مکزیک، برزیل، اکوادور، تایوان، فیلیپین، هونگ کونگ، امارات متحده عربی، آرژانتین (بعدها ماداگاسکار ۳: تحت تعقیب‌ترین‌های اروپا از آن پیشی گرفت)، پرو و آمریکای مرکزی (بعدها عصر یخبندان: رانش قاره‌ای از آن پیشی گرفت) را شکست. این فیلم همچنین مقام دوم بیشترین فروش در پنج روز اول را کسب کرد. انتقام‌جویان در روز نخست نمایشش در بریتانیا، ایرلند و مالتا ۲٫۵ میلیون پوند (۴٫۱ میلیون دلار) فروش داشت و تا آخر هفته این میزان را به ۱۵٫۸ میلیون پوند (۲۵٫۷ میلیون دلار) رساند. میزان فروش فیلم در این کشورها رکوردی تازه برای فیلمی ابرقهرمانانه چه در هفتهٔ نخست چه کلی محسوب می‌شود. این فیلم با فروش ۲۰۷ میلیون دلار در آمریکای لاتین به اولین فیلمی که بیش از ۲۰۰ میلیون دلار فروش داشت و پرفروش‌ترین‌فیلم تاریخ تبدیل شد. انتقام‌جویان پرفروش‌ترین فیلم در تاریخ فیلیپین، سنگاپور و اندونزی است.

#### داخل آمریکای شمالی
انتقام‌جویان مقام‌های سومین فیلم پرفروش تاریخ، پرفروش‌ترین فیلم سال ۲۰۱۲، فیلم با همکاری والت دیزنی پیکچرز، فیلم ابرقهرمانانه و فیلم بر پایه کامیک را در آمریکای شمالی به‌دست آورد. این فیلم در ۴ مه ۲۰۱۲ بر روی ۱۲٬۰۰۰ پرده در ۴٬۳۴۹ سینما نمایش داده شد و ۸۰٫۸ میلیون دلار در همان روز کسب کرد و رتبهٔ دوم بیشترین فروش روز اول و بیشترین فروش در یک روز را بعد از یادگاران مرگ - قسمت دوم به‌دست آورد. همچنین با فروش ۸۱٫۷ میلیون دلار در نیمه شب جمعه رکورد را در بخش ابرقهرمانان شکست البته هم‌اکنون این رکورد متعلق به فیلم شوالیه تاریکی برمی‌خیزد است. بجز نیمه شب، بیشترین درآمد در روز نخست را با ۶۲٫۱ میلیون دلار کسب کرد. این فیلم همچنین رکورد فروش در اولین شنبه (۶۹٫۶ میلیون دلار) و یکشنبه (۵۷٫۱ میلیون دلار) را شکست. در مجموع انتقام‌جویان ۲۰۷٬۴۳۸٬۷۰۸ در هفتهٔ نخست درآمد داشت و رکوردهایی را نظیر بیشترین میزان فروش در هفته اول، بیشترین میزان فروش آی‌مکس در هفته اول (هم‌اکنون متعلق به شوالیه تاریکی برمی‌خیزد) با ۱۵٫۳ میلیون دلار فروش و بیشترین میزان فروش فیلم سه بعدی در هفتهٔ اول را که قبلاً مربوط به آلیس در سرزمین عجایب می‌شد را شکست. تماشاگران انتقام‌جویان به دو گروه مساوی بیشتر و کمتر از ۲۵ سال تقسیم می‌شوند که ۶۰٪ از آن‌ها مذکر، ۵۵٪ زوج، ۲۴٪ خانواده و ۲۱٪ نوجوان هستند. با فروش ۱۰۳٫۱ میلیون دلار در هفتهٔ دوم، انتقام‌جویان مقام نخست در فروش هفتهٔ دوم را از آواتار گرفته و به خود اختصاص داد. این فیلم رکوردهای دیگری را نیز چون میانگین فروش هر سینما (۴۷٬۶۹۸ دلار در هر سینما)، کوتاه‌ترین زمان رسیدن به ۱۰۰، ۱۵۰، ۲۰۰، ۲۵۰، ۳۰۰، ۳۵۰، ۴۰۰، ۴۵۰ و ۵۰۰ میلیون دلار و بیشترین میزان درآمد روزانه به مدت ۴۳ روز (به‌جز روز افتتاحیه). همچنین برای سه هفتهٔ متوالی در سطر پرفروش‌ترین فیلم باقی‌ماند. انتقام‌جویان همچنین رکورد بیشترین سهم درآمد داخلی ماهانه را که پیش از این متعلق به مرد-عنکبوتی بود را با ماهانه ۵۳۲٫۱ میلیون دلار شکست.

#### رکوردها
از زمان انتشار، انتقام‌جویان رکوردهایی را از جمله رکوردهای زیر در بازار آمریکای شمالی شکست:
| رکورد                                               | اطلاعات                 | رکورددار پیشین | منبع            |
| --------------------------------------------------- | ----------------------- | --- | --------------- |
| بیشترین درآمد آخر هفته اول در هر سبکی               | ۲۰۷٬۴۳۸٬۷۰۸ دلار        | هری پاتر و یادگاران مرگ - قسمت دوم (سال ۲۰۱۱، ۱۶۹٫۲ میلیون دلار)                                                       |                 |
| بیشترین درآمد هفته‌ای در هر سبکی                     | ۲۷۰٬۰۱۹٬۳۷۳ دلار        | شوالیه تاریکی (سال ۲۰۰۸، ۲۳۸٫۲ میلیون دلار)                                                                            | [ ۱۷۷ ]         |
| بیشترین درآمد آخر هفته اول به احتساب بلیط           | ۲۰۷٬۴۳۸٬۷۰۸ دلار        | شوالیه تاریکی (سال ۲۰۰۸، ۱۷۴٫۷ میلیون دلار)                                                                            | [ ۱۷۸ ]         |
| بیشترین درآمد آخر هفته اول به احتساب تورم           | ۲۰۷٬۴۳۸٬۷۰۸ دلار        | هری پاتر و یادگاران مرگ - قسمت دوم (سال ۲۰۱۱، ۱۷۴٫۸ میلیون دلار)                                                       |                 |
| بیشترین میانگین درآمد هر سینما                      | ۴۷٬۶۹۸ دلار             | هانا مونتانا و مایلی سایرز: بهترین کنسرت دو جهان (سال ۲۰۰۸، ۴۵٬۵۶۱ دلار)                                               |                 |
| بیشترین درآمد هفته اول برای فیلم‌های سه بعدی         | ۱۰۸ میلیون دلار         | آلیس در سرزمین عجایب (سال ۲۰۱۰، ۸۱٫۳ میلیون دلار)                                                                      | [ ۱۶۴ ] [ ۱۶۸ ] |
| بیشترین درآمد آخر هفته اول برای سینماهای آی‌مکس      | ۱۵٫۳ میلیون دلار        | هری پاتر و یادگاران مرگ - قسمت دوم (سال ۲۰۱۱، ۱۵٫۲ میلیون دلار)                                                        | [ ۱۶۶ ]         |
| بیشترین درآمد آخر هفته دوم در هر سبکی               | ۱۰۳٬۰۵۲٬۲۷۴ دلار        | آواتار (سال ۲۰۰۹، ۷۵٫۶ میلیون دلار)                                                                                    |                 |
| بیشترین سهم درآمد داخلی ماهانه                      | مه ۲۰۱۲، ۵۲٪            | مرد-عنکبوتی (مه ۲۰۰۲، ۳۷٪)                                                                                             | [ ۱۷۶ ]         |
| بیشترین درآمد تجمعی                                 | ۲–۴۳ روز                | هری پاتر و یادگاران مرگ - قسمت دوم (سال ۲۰۱۱، ۲–۴ روز) شوالیه تاریکی (سال ۲۰۰۸، ۵–۲۹ روز) آواتار (سال ۲۰۰۹، ۲۹–۴۳ روز) | [ ۱۷۹ ]         |
| روز تا رسیدن به ۱۰۰، ۱۵۰ میلیون دلار                | ۲ روز                   | هری پاتر و یادگاران مرگ - قسمت دوم (سال ۲۰۱۱، ۲ روز، ۳ روز)                                                            | [ ۱۸۰ ]         |
| روز تا رسیدن به ۲۵۰، ۳۰۰، ۳۵۰، ۴۰۰، ۴۵۰ میلیون دلار | ۳، ۶، ۹، ۱۰، ۱۴، ۱۷ روز | هری پاتر و یادگاران مرگ - قسمت دوم (سال ۲۰۱۱، ۵، ۸، ۱۰، ۱۴، ۱۸، ۲۷ روز)                                                | [ ۱۸۰ ]         |
| روز تا رسیدن به ۵۰۰، ۵۵۰ میلیون دلار                | ۲۳، ۳۱ روز              | آواتار (سال ۲۰۰۹، ۳۲، ۳۸ روز)                                                                                          | [ ۱۸۰ ] [ ۱۸۱ ] |

### نمایش خانگی
انتقام‌جویان توسط سرگرمی‌های خانگی والت دیزنی در تاریخ ۲۵ سپتامبر ۲۰۱۲ در آمریکا و ۲۹ اوت ۲۰۱۲ در دیگر کشورها با فرمت‌های دی‌وی‌دی، بلو-ری، بلو-ری سه بعدی و دانلود دیجیتال منتشر شد. طبق گفتهٔ تهیه‌کنندهٔ فیلم کوین فیگ، نسخهٔ بلو-ری فیلم شامل تک صحنه مارول با نام تکه ۴۷ و چند صحنهٔ حذف شده از جمله «صحنه‌هایی از مأمور ماریا هیل» و «تفاوت‌هایی در مشاورهٔ نیک فیوری با سفیران صلح» می‌شده‌است.
همچنین برنامه‌ریزی شده بود تا فیلم جزو یک مجموعه جعبه‌ای به نام «دنیای سینمایی مارول:مرحله یک - گردهمایی انتقام جویان» باشد که شامل تمام فیلم‌های «مرحله یک» دنیای سینمایی مارول می‌شد. البته زمان انتشار این جعبه به خاطر مسائل حقوقی از سپتامبر ۲۰۱۲ به سه ماه نخست سال ۲۰۱۳ موکول شد.
بعضی از طرفداران، دی‌وی‌دی و بلو-ری نسخهٔ بریتانیا را به خاطر حذف شدن تفسیر صوتی جاس ویدون، یکی از صحنه‌های پس از پایان فیلم و تغییر نحوهٔ مرگ مأمور فیل کولسن مورد انتقاد قرار دادند. دیزنی بریتانیا اعلام کرد که علت تغییر نحوهٔ درگیری کولسن با لوکی به خاطر قوانین موجود در کشور برای نمایش خشونت در فیلم‌ها است.
از هفته اول فروش خانگی در آمریکا، انتقام‌جویان رتبهٔ اول را در جدول نیلسن ویدئو اسکن آلرت به‌دست آورد. بر اساس این سایت، ۷۲٪ از تعداد فروش مربوط به دیسک بلو-ری بود. همچنین ۲۳٪ از کل درآمد در بخش خانگی مربوط به بلو-ری سه بعدی بوده‌است.

## جوایز
| جایزه                                      | مراسم          | رده                                                                          | دریافت‌کننده(ها) و نامزد(ها)                                                                                         | نتیجه    | منبع(ها)                |
| ------------------------------------------ | -------------- | ---------------------------------------------------------------------------- | --- | -------- | ----------------------- |
| Golden Trailer Awards                      | ۳۱ مه ۲۰۱۲     | Summer 2012 Blockbuster Trailer                                              | انتقام‌جویان "Personal"                                                                                              | نامزدشده | [ ۱۹۰ ]                 |
| Golden Trailer Awards                      | ۳۱ مه ۲۰۱۲     | Best Action TV Spot                                                          | انتقام‌جویان "Become"                                                                                                | نامزدشده | [ ۱۹۰ ]                 |
| جوایز برگزیده نوجوانان                     | ۲۲ ژوئیه ۲۰۱۲  | انتخاب فیلم – علمی تخیلی/فانتزی                                              | انتقام‌جویان | نامزدشده | [ ۱۹۱ ] [ ۱۹۲ ] [ ۱۹۳ ] |
| جوایز برگزیده نوجوانان                     | ۲۲ ژوئیه ۲۰۱۲  | انتخاب بازیگر نقش اول مرد فیلم – علمی تخیلی/فانتزی                           | کریس همسورث | نامزدشده | [ ۱۹۱ ] [ ۱۹۲ ] [ ۱۹۳ ] |
| جوایز برگزیده نوجوانان                     | ۲۲ ژوئیه ۲۰۱۲  | انتخاب بازیگر نقش اول مرد فیلم – علمی تخیلی/فانتزی                           | رابرت داونی جونیور                                                                                                  | نامزدشده | [ ۱۹۱ ] [ ۱۹۲ ] [ ۱۹۳ ] |
| جوایز برگزیده نوجوانان                     | ۲۲ ژوئیه ۲۰۱۲  | انتخاب بازیگر نقش اول زن فیلم – علمی تخیلی/فانتزی                            | اسکارلت جوهانسون | نامزدشده | [ ۱۹۱ ] [ ۱۹۲ ] [ ۱۹۳ ] |
| جوایز برگزیده نوجوانان                     | ۲۲ ژوئیه ۲۰۱۲  | Choice Movie Hissy Fit                                                       | مارک رافالو | نامزدشده | [ ۱۹۱ ] [ ۱۹۲ ] [ ۱۹۳ ] |
| جوایز برگزیده نوجوانان                     | ۲۲ ژوئیه ۲۰۱۲  | انتخاب تبهکار فیلم                                                           | تام هیدلستون | نامزدشده | [ ۱۹۱ ] [ ۱۹۲ ] [ ۱۹۳ ] |
| جوایز برگزیده نوجوانان                     | ۲۲ ژوئیه ۲۰۱۲  | Choice Movie Scene Stealer – مرد                                             | کریس ایوانز | نامزدشده | [ ۱۹۱ ] [ ۱۹۲ ] [ ۱۹۳ ] |
| جوایز برگزیده نوجوانان                     | ۲۲ ژوئیه ۲۰۱۲  | فیلم تابستانی برگزیده – اکشن                                                 | انتقام‌جویان | برنده    | [ ۱۹۱ ] [ ۱۹۲ ] [ ۱۹۳ ] |
| جوایز برگزیده نوجوانان                     | ۲۲ ژوئیه ۲۰۱۲  | ستارهٔ فیلم تابستانی برگزیده – مرد                                            | رابرت داونی جونیور                                                                                                  | نامزدشده | [ ۱۹۱ ] [ ۱۹۲ ] [ ۱۹۳ ] |
| جوایز برگزیده نوجوانان                     | ۲۲ ژوئیه ۲۰۱۲  | ستارهٔ فیلم تابستانی برگزیده – مرد                                            | کریس همسورث (انتقام‌جویان و سفیدبرفی و شکارچی)                                                                       | برنده    | [ ۱۹۱ ] [ ۱۹۲ ] [ ۱۹۳ ] |
| جوایز برگزیده نوجوانان                     | ۲۲ ژوئیه ۲۰۱۲  | ستارهٔ فیلم تابستانی برگزیده – زن                                             | اسکارلت جوهانسون | نامزدشده | [ ۱۹۱ ] [ ۱۹۲ ] [ ۱۹۳ ] |
| جوایز هالیوود                              | ۱۰ اکتبر ۲۰۱۲  | جلوه‌های دیداری                                                               | جف وایت | برنده    | [ ۱۹۴ ]                 |
| Detroit Film Critics Society               | ۱۴ دسامبر ۲۰۱۲ | Best Ensemble                                                                | انتقام‌جویان مارول                                                                                                   | نامزدشده | [ ۱۹۵ ]                 |
| St. Louis Gateway Film Critics Association | ۱۷ دسامبر ۲۰۱۲ | بهترین جلوه‌های دیداری                                                        | انتقام‌جویان | نامزدشده | [ ۱۹۶ ]                 |
| Phoenix Film Critics Society               | ۱۸ دسامبر ۲۰۱۲ | Top Ten Films of 2012                                                        | انتقام‌جویان | برنده    | [ ۱۹۷ ] [ ۱۹۸ ]         |
| Phoenix Film Critics Society               | ۱۸ دسامبر ۲۰۱۲ | بهترین جلوه‌های دیداری                                                        | انتقام‌جویان | نامزدشده | [ ۱۹۷ ] [ ۱۹۸ ]         |
| Phoenix Film Critics Society               | ۱۸ دسامبر ۲۰۱۲ | Best Stunts                                                                  | انتقام‌جویان | نامزدشده | [ ۱۹۷ ] [ ۱۹۸ ]         |
| جایزه برگزیده مردم                         | ۹ ژانویه ۲۰۱۳  | فیلم برگزیده                                                                 | انتقام‌جویان | نامزدشده | [ ۱۹۹ ]                 |
| جایزه برگزیده مردم                         | ۹ ژانویه ۲۰۱۳  | فیلم اکشن برگزیده                                                            | انتقام‌جویان | نامزدشده | [ ۱۹۹ ]                 |
| جایزه برگزیده مردم                         | ۹ ژانویه ۲۰۱۳  | Favorite Movie Franchise                                                     | انتقام‌جویان | نامزدشده | [ ۱۹۹ ]                 |
| جایزه برگزیده مردم                         | ۹ ژانویه ۲۰۱۳  | بازیگر نقش اول مرد فیلم برگزیده                                              | رابرت داونی جونیور                                                                                                  | برنده    | [ ۱۹۹ ]                 |
| جایزه برگزیده مردم                         | ۹ ژانویه ۲۰۱۳  | بازیگر نقش اول زن فیلم برگزیده                                               | اسکارلت جوهانسون | نامزدشده | [ ۱۹۹ ]                 |
| جایزه برگزیده مردم                         | ۹ ژانویه ۲۰۱۳  | ستارهٔ فیلم اکشن برگزیده                                                      | کریس ایوانز | نامزدشده | [ ۱۹۹ ]                 |
| جایزه برگزیده مردم                         | ۹ ژانویه ۲۰۱۳  | ستارهٔ فیلم اکشن برگزیده                                                      | کریس همسورث (انتقام‌جویان و سفیدبرفی و شکارچی)                                                                       | برنده    | [ ۱۹۹ ]                 |
| جایزه برگزیده مردم                         | ۹ ژانویه ۲۰۱۳  | ستارهٔ فیلم اکشن برگزیده                                                      | رابرت داونی جونیور                                                                                                  | نامزدشده | [ ۱۹۹ ]                 |
| جایزه برگزیده مردم                         | ۹ ژانویه ۲۰۱۳  | ابرقهرمان فیلم برگزیده                                                       | کریس ایوانز در نقش کاپیتان آمریکا                                                                                   | نامزدشده | [ ۱۹۹ ]                 |
| جایزه برگزیده مردم                         | ۹ ژانویه ۲۰۱۳  | ابرقهرمان فیلم برگزیده                                                       | کریس همسورث در نقش ثور                                                                                              | نامزدشده | [ ۱۹۹ ]                 |
| جایزه برگزیده مردم                         | ۹ ژانویه ۲۰۱۳  | ابرقهرمان فیلم برگزیده                                                       | رابرت داونی جونیور در نقش مرد آهنی (شخصیت کمیک)                                                                     | برنده    | [ ۱۹۹ ]                 |
| جایزه برگزیده مردم                         | ۹ ژانویه ۲۰۱۳  | Favorite On-Screen Chemistry                                                 | اسکارلت جوهانسون، و جرمی رنر                                                                                        | نامزدشده | [ ۱۹۹ ]                 |
| جایزه برگزیده مردم                         | ۹ ژانویه ۲۰۱۳  | چهره قهرمانی برگزیده                                                         | اسکارلت جوهانسون | نامزدشده | [ ۱۹۹ ]                 |
| جایزه انجمن منتقدان پخش‌کننده فیلم          | ۱۰ ژانویه ۲۰۱۳ | بهترین فیلم اکشن                                                             | انتقام‌جویان | نامزدشده | [ ۲۰۰ ]                 |
| جایزه انجمن منتقدان پخش‌کننده فیلم          | ۱۰ ژانویه ۲۰۱۳ | بهترین بازیگر نقش اول مرد در فیلم اکشن                                       | رابرت داونی جونیور                                                                                                  | نامزدشده | [ ۲۰۰ ]                 |
| جایزه انجمن منتقدان پخش‌کننده فیلم          | ۱۰ ژانویه ۲۰۱۳ | بهترین جلوه‌های دیداری                                                        | انتقام‌جویان | نامزدشده | [ ۲۰۰ ]                 |
| جایزه آنی                                  | ۲ فوریه ۲۰۱۳   | Outstanding Achievement, Animated Effects in a Live Action Production        | Jerome Platteaux, John Sigurdson, رایان هاپکینز، Raul Essig, و Mark Chataway انتقام‌جویان – Industrial Light & Magic | برنده    | [ ۲۰۱ ]                 |
| جایزه آنی                                  | ۲ فوریه ۲۰۱۳   | Outstanding Achievement, Character Animation in a Live Action Production     | Jakub Pistecky, مایا کایسر، Scott Benza, استیو کینگ، و کیران بات انتقام‌جویان – Industrial Light & Magic             | نامزدشده | [ ۲۰۱ ]                 |
| VES Awards                                 | ۵ فوریه ۲۰۱۳   | Outstanding Visual Effects in a Visual Effects-Driven Feature Motion Picture | انتقام‌جویان: سوزان پیکت، Janek Sirrs, جف وایت، و گای ویلیامز                                                        | نامزدشده | [ ۲۰۲ ]                 |
| VES Awards                                 | ۵ فوریه ۲۰۱۳   | Outstanding Animated Character in a Live Action Feature Motion Picture       | هالک: مارک چو، John Doublestein, کوروش جم، و جیسون اسمیت                                                            | نامزدشده | [ ۲۰۲ ]                 |
| VES Awards                                 | ۵ فوریه ۲۰۱۳   | Outstanding Created Environment in a Live Action Feature Motion Picture      | میدتاون منهتن: ریچارد بلوف، گیلز هنکاک، David Meny, و اندی پروکتور                                                  | برنده    | [ ۲۰۲ ]                 |
| VES Awards                                 | ۵ فوریه ۲۰۱۳   | Outstanding Virtual Cinematography in a Live Action Feature Motion Picture   | مرکز شهر منهتن: کالین بنوا، جرمی گلدمن، Tory Mercer, و Anthony Rispoli                                              | نامزدشده | [ ۲۰۲ ]                 |
| VES Awards                                 | ۵ فوریه ۲۰۱۳   | Outstanding Models in a Feature Motion Picture                               | هلی کریر: رنه گارسیا، بروس هلکمب، Polly Ing, و هارون ویلسون                                                         | برنده    | [ ۲۰۲ ]                 |
| VES Awards                                 | ۵ فوریه ۲۰۱۳   | Outstanding Compositing in a Feature Motion Picture                          | هالک Punch: Chris Balog, پیتر دمارست، Nelson Sepulveda, و آلن تراویس                                                | نامزدشده | [ ۲۰۲ ]                 |
| جوایز فیلم بفتا                            | ۱۰ فوریه ۲۰۱۳  | بهترین جلوه‌های دیداری ویژه                                                   | Marvel Avengers Assemble                                                                                            | نامزدشده | [ ۲۰۳ ]                 |
| Online Film & Television Association       | ۱۰ فوریه ۲۰۱۳  | Best Sound Effects Editing                                                   | کریستوفر بویز، و Frank E. Eulner                                                                                    | نامزدشده | [ ۲۰۴ ]                 |
| Online Film & Television Association       | ۱۰ فوریه ۲۰۱۳  | بهترین جلوه‌های دیداری                                                        | Janek Sirrs, جف وایت، گای ویلیامز، و Dan Sudick                                                                     | نامزدشده | [ ۲۰۴ ]                 |
| Online Film & Television Association       | ۱۰ فوریه ۲۰۱۳  | بهترین دنبالهٔ نام‌ها                                                          | انتقام‌جویان | نامزدشده | [ ۲۰۴ ]                 |
| Golden Reel Awards                         | ۱۷ فوریه ۲۰۱۳  | Best Sound Editing — Sound Effects و Foley in a Feature Film                 | انتقام‌جویان | نامزدشده | [ ۲۰۵ ]                 |
| جایزه اسکار                                | ۲۴ فوریه ۲۰۱۳  | بهترین جلوه‌های دیداری                                                        | Janek Sirrs, جف وایت، گای ویلیامز، و Dan Sudick                                                                     | نامزدشده | [ ۲۰۶ ]                 |
| جوایز برگزیده کودکان                       | ۲۳ مارس ۲۰۱۳   | فیلم برگزیده                                                                 | انتقام‌جویان | نامزدشده | [ ۲۰۷ ]                 |
| جوایز برگزیده کودکان                       | ۲۳ مارس ۲۰۱۳   | بازیگر نقش اول زن فیلم برگزیده                                               | اسکارلت جوهانسون | نامزدشده | [ ۲۰۷ ]                 |
| جوایز برگزیده کودکان                       | ۲۳ مارس ۲۰۱۳   | Favorite Male Buttkicker                                                     | رابرت داونی جونیور                                                                                                  | نامزدشده | [ ۲۰۷ ]                 |
| جوایز برگزیده کودکان                       | ۲۳ مارس ۲۰۱۳   | Favorite Male Buttkicker                                                     | کریس همسورث | نامزدشده | [ ۲۰۷ ]                 |
| جوایز برگزیده کودکان                       | ۲۳ مارس ۲۰۱۳   | Favorite Female Buttkicker                                                   | اسکارلت جوهانسون | نامزدشده | [ ۲۰۷ ]                 |
| جوایز برگزیده کودکان                       | ۲۳ مارس ۲۰۱۳   | تبهکار برگزیده                                                               | تام هیدلستون | نامزدشده | [ ۲۰۷ ]                 |
| جایزه امپایر                               | ۲۴ مارس ۲۰۱۳   | بهترین علمی تخیلی/فانتزی                                                     | Avengers Assemble                                                                                                   | نامزدشده | [ ۲۰۸ ]                 |
| جایزه امپایر                               | ۲۴ مارس ۲۰۱۳   | بهترین سه بعدی                                                               | Avengers Assemble                                                                                                   | نامزدشده | [ ۲۰۸ ]                 |
| جایزه امپایر                               | ۲۴ مارس ۲۰۱۳   | بهترین کارگردانی                                                             | جاس ویدون | نامزدشده | [ ۲۰۸ ]                 |
| جایزه امپایر                               | ۲۴ مارس ۲۰۱۳   | بهترین بازیگر نقش اول مرد                                                    | رابرت داونی جونیور                                                                                                  | نامزدشده | [ ۲۰۸ ]                 |
| جایزه امپایر                               | ۲۴ مارس ۲۰۱۳   | بهترین فیلم                                                                  | Avengers Assemble                                                                                                   | نامزدشده | [ ۲۰۸ ]                 |
| جایزه سینمایی ام‌تی‌وی                       | ۱۴ آوریل ۲۰۱۳  | فیلم سال                                                                     | انتقام‌جویان | برنده    | [ ۲۰۹ ] [ ۲۱۰ ] [ ۲۱۱ ] |
| جایزه سینمایی ام‌تی‌وی                       | ۱۴ آوریل ۲۰۱۳  | Best On-Screen Duo                                                           | رابرت داونی جونیور، و مارک رافالو                                                                                   | نامزدشده | [ ۲۰۹ ] [ ۲۱۰ ] [ ۲۱۱ ] |
| جایزه سینمایی ام‌تی‌وی                       | ۱۴ آوریل ۲۰۱۳  | بهترین مبارزه                                                                | رابرت داونی جونیور، کریس ایوانز، مارک رافالو، کریس همسورث، اسکارلت جوهانسون، و جرمی رنر در برابر تام هیدلستون       | برنده    | [ ۲۰۹ ] [ ۲۱۰ ] [ ۲۱۱ ] |
| جایزه سینمایی ام‌تی‌وی                       | ۱۴ آوریل ۲۰۱۳  | بهترین قهرمان                                                                | رابرت داونی جونیور                                                                                                  | نامزدشده | [ ۲۰۹ ] [ ۲۱۰ ] [ ۲۱۱ ] |
| جایزه سینمایی ام‌تی‌وی                       | ۱۴ آوریل ۲۰۱۳  | بهترین قهرمان                                                                | مارک رافالو | نامزدشده | [ ۲۰۹ ] [ ۲۱۰ ] [ ۲۱۱ ] |
| جایزه سینمایی ام‌تی‌وی                       | ۱۴ آوریل ۲۰۱۳  | بهترین تبهکار                                                                | تام هیدلستون | برنده    | [ ۲۰۹ ] [ ۲۱۰ ] [ ۲۱۱ ] |
| Taurus World Stunt Awards                  | ۱۱ مه ۲۰۱۳     | بهترین مبارزه                                                                | انتقام‌جویان | برنده    | [ ۲۱۲ ]                 |
| Taurus World Stunt Awards                  | ۱۱ مه ۲۰۱۳     | Best High Work                                                               | انتقام‌جویان | برنده    | [ ۲۱۲ ]                 |
| Taurus World Stunt Awards                  | ۱۱ مه ۲۰۱۳     | Best Work With A Vehicle                                                     | انتقام‌جویان | نامزدشده | [ ۲۱۲ ]                 |
| Taurus World Stunt Awards                  | ۱۱ مه ۲۰۱۳     | Best Overall Stunt By A Stunt Woman                                          | انتقام‌جویان | برنده    | [ ۲۱۲ ]                 |
| Taurus World Stunt Awards                  | ۱۱ مه ۲۰۱۳     | Hardest Hit                                                                  | انتقام‌جویان | برنده    | [ ۲۱۲ ]                 |
| Taurus World Stunt Awards                  | ۱۱ مه ۲۰۱۳     | Best Stunt Cordinator و/یا Second Unit Director                              | انتقام‌جویان | نامزدشده | [ ۲۱۲ ]                 |
| جایزه نبولا                                | ۱۹ مه ۲۰۱۳     | Ray Bradbury Award for Outstanding Dramatic Presentation                     | انتقام‌جویان: جاس ویدون (کارگردان و نویسنده)، و زک پن (نویسنده)                                                      | نامزدشده | [ ۲۱۳ ]                 |
| جایزه ساترن                                | ۲۶ ژوئن ۲۰۱۳   | بهترین فیلم علمی تخیلی                                                       | انتقام‌جویان | برنده    | [ ۲۱۴ ] [ ۲۱۵ ]         |
| جایزه ساترن                                | ۲۶ ژوئن ۲۰۱۳   | بهترین بازیگر نقش مکمل مرد                                                   | کلارک گرگ | برنده    | [ ۲۱۴ ] [ ۲۱۵ ]         |
| جایزه ساترن                                | ۲۶ ژوئن ۲۰۱۳   | بهترین کارگردانی                                                             | جاس ویدون | برنده    | [ ۲۱۴ ] [ ۲۱۵ ]         |
| جایزه ساترن                                | ۲۶ ژوئن ۲۰۱۳   | بهترین نویسندگی                                                              | جاس ویدون | نامزدشده | [ ۲۱۴ ] [ ۲۱۵ ]         |
| جایزه ساترن                                | ۲۶ ژوئن ۲۰۱۳   | بهترین ویراستاری                                                             | جفری فورد، و لیسا لاسک                                                                                              | نامزدشده | [ ۲۱۴ ] [ ۲۱۵ ]         |
| جایزه ساترن                                | ۲۶ ژوئن ۲۰۱۳   | بهترین جلوه‌های ویژه                                                          | Janek Sirrs, جف وایت، گای ویلیامز، و Dan Sudick                                                                     | برنده    | [ ۲۱۴ ] [ ۲۱۵ ]         |
| جوایز هوگو                                 | ۱ سپتامبر ۲۰۱۳ | Best Dramatic Presentation — Long Form                                       | انتقام‌جویان | برنده    | [ ۲۱۶ ]                 |

## دنباله‌ها

### انتقام‌جویان: عصر اولتران
دنباله‌ای با عنوان انتقام‌جویان: عصر اولتران، به کارگردانی و نویسندگی جاس ویدون در ۱ مه ۲۰۱۵ منتشر شد. بیشتر بازیگران این فیلم نقش‌های خود را تکرار کردند و در کنار آن‌ها، الیزابت اولسن در نقش جادوگر سرخ، آرون تایلر-جانسون در نقش کوئیک‌سیلور، پل بتانی در نقش ویژن و جیمز اسپیدر در نقش اولتران به ایفای نقش پرداختند.

### انتقام‌جویان: جنگ ابدیت
انتقام‌جویان: جنگ ابدیت توسط برادران روسو، با فیلم‌نامه‌ای نوشتهٔ کریستوفر مارکوس و استیون مک‌فیلی کارگردانی شد. این فیلم در ۲۷ آوریل ۲۰۱۸ منتشر شد. در این فیلم بیشتر بازیگران دو فیلم نخست برمی گردند. بازیگران و شخصیت‌های اضافی از دیگر فیلم‌های دنیای سینمایی مارول می‌پیوندند و جاش برولین در نقش تانوس ظاهر می‌شود.

### انتقام‌جویان: پایان بازی
انتقام‌جویان: پایان بازی، دوباره به کارگردانی برادران روسو، با فیلم‌نامه‌ای نوشتهٔ مارکوس و مک‌فیلی در ۲۶ آوریل ۲۰۱۹ منتشر شد.